# Légion des Bayonnais
La Légion des Bayonnais (en polonais : Legion Bajończyków) est un surnom donné à la section des volontaires d'origine polonaise qui a constitué une force militaire dès le début de la Première Guerre mondiale, provenant de toutes les régions de France et dont la formation au sein de la Légion étrangère s'est déroulée à Bayonne.

## Contexte
À la veille du conflit de 1914, l'essor industriel dans le Bassin minier depuis plusieurs années offre l'occasion à quelques milliers de Westphaliens de franchir la frontière afin d'obtenir du travail dans la région Nord-Pas-de-Calais. Bon nombre d'entre eux sont des ressortissants allemands mais possèdent la langue et la foi polonaises.
Dès les premières hostilités, mineurs, ouvriers agricoles, commerçants et intellectuels de souche polonaise se mobilisent.

## Création du Comité des Volontaires Polonais et engagement

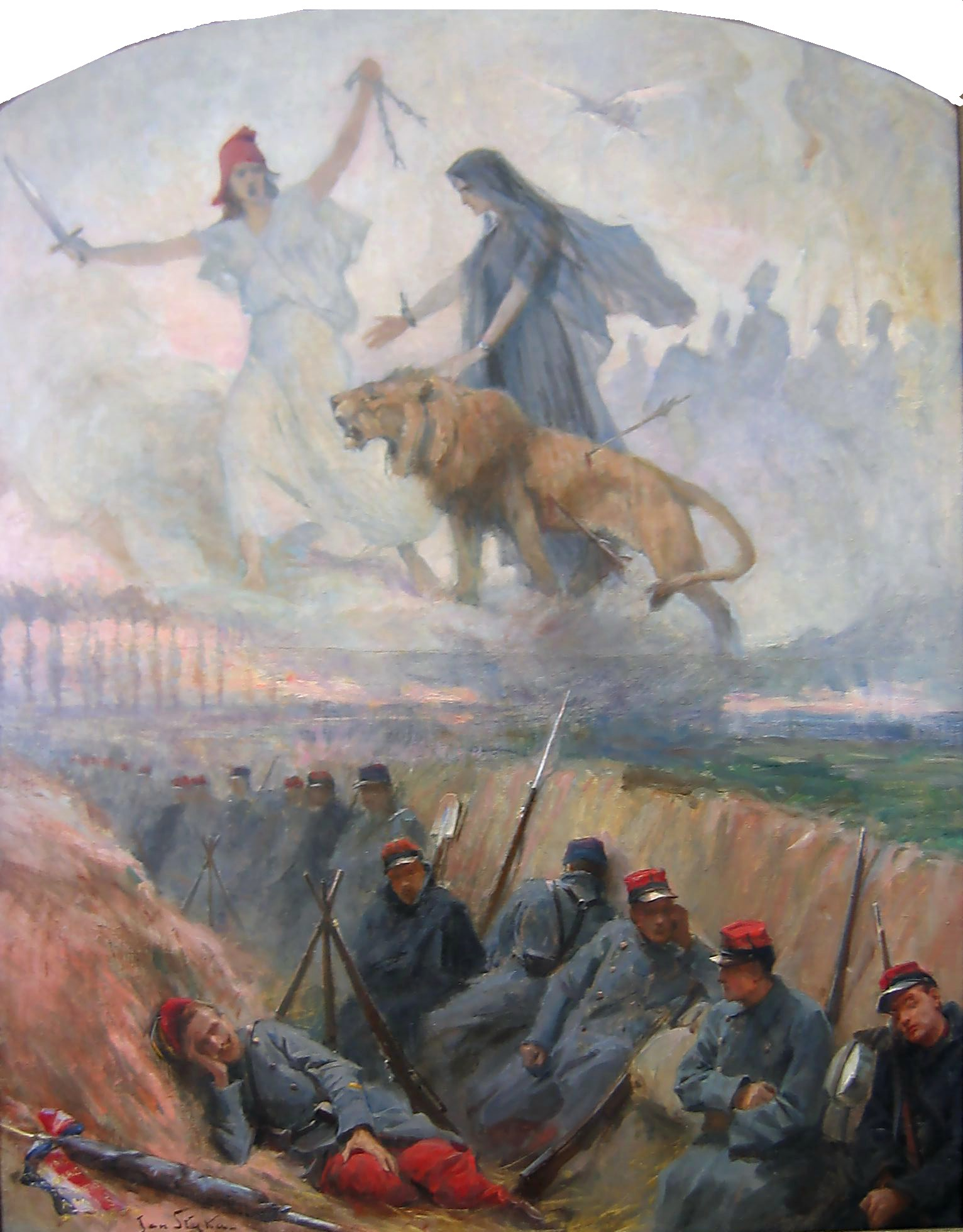
Peinture de Jan Styka, exposée au musée (Muzeum Lubelskie) de Lublin : Rêve du soldat polonais : combattre pour la France et voir renaître la Pologne.

Le 31 juillet 1914 est créé le Comité des Volontaires Polonais pour le Service dans l'Armée Française (Komitet Ochotników Polskich dla Służby w Armii Francuskiej) appelé KWP (Komitet Wolontariuszów Polskich). Les inscriptions spontanées sont enregistrées à partir du 21 août 1914 et des centaines d'émigrés polonais se présentent dans les centres de recrutement, à Paris principalement, mais aussi Marseille, Lyon, Arras, Douai...
En s'engageant contre l'oppresseur allemand, chaque patriote lutte pour la France, et caresse aussi l'espoir de voir renaître la Pologne.

## Formation à Bayonne et intégration des recrues à la Légion étrangère
Le premier contingent reçoit l'instruction militaire à Bayonne.
Allié de la France, l'Empire russe voit d'un mauvais œil la levée d'une armée polonaise qui lutterait pour recouvrer son indépendance. La diplomatie française ménagera donc ses alliances : les soldats polonais porteront l’uniforme français, avec le pantalon rouge garance, et formeront au sein du bataillon C, (aux ordres du commandant Noiré la 2e compagnie) du 2e régiment de marche du 1er étranger, alors que les Reuillois du second contigent sont dispersés dans les sections du 3e régiment de marche du 1er étranger. 
Ils seront tous Engagés Volontaires pour la Durée de la Guerre (EVDG) et le premier commandement de la 2e compagnie du bataillon C, sera assuré par le lieutenant Max Doumic.
Le 11 octobre 1914 a lieu la cérémonie officieuse de bénédiction du drapeau national par Mgr Gieure; l'étendard, imaginé par les artistes de la Légion, Xawery Dunikowski, Jan Żyznowski et Jan Rotwand, est brodé par les dames de Bayonne.

## Combats

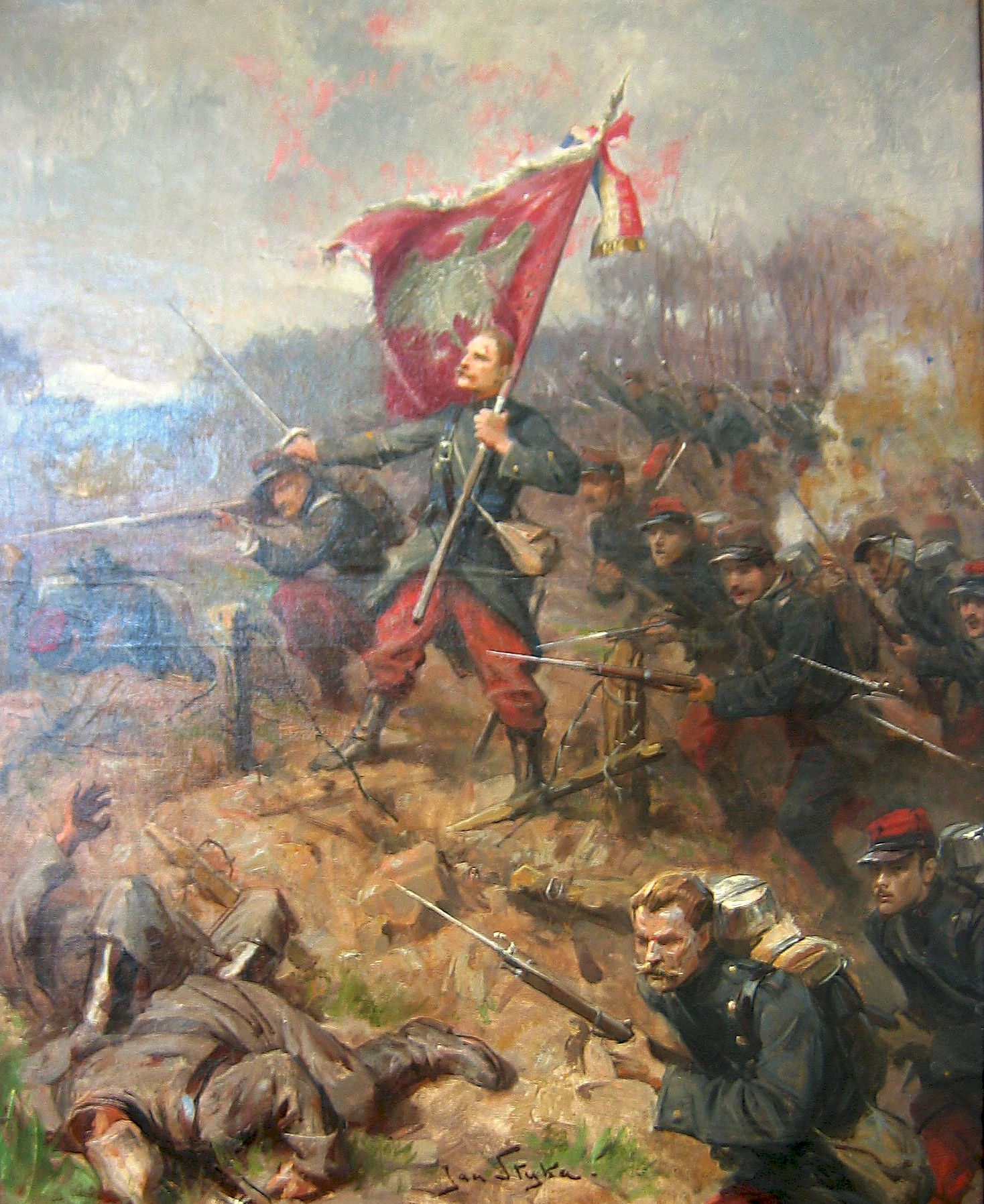
Władysław Szujski (fils du célèbre historien) est connu pour être le premier « Bayonnais », tombé sous la mitraille, alors qu'il portait le drapeau polonais, le 29 novembre 1914, à Sillery.

Les soldats polonais prennent part aux combats, dès novembre 1914 en Champagne (pour le 2eRMLE) et en Picardie (pour le 3eRMLE).
Au printemps 1915, le plan du général Foch nécessite un renforcement des lignes, et les Régiments de marche du Régiment Étranger viennent intégrer la Division marocaine, sous le haut commandement du général Blondlat.
Début avril 1915, les ressortissants des pays en guerre avec la France doivent être retirés des lignes de front. La compagnie formée a Bayonne est épargnée par cette mesure, mais la compagnie formée à Reuilly est redirigée vers ses nouvelles affectations. Une trentaine de soldats ont pu néanmoins constituer deux escouades polonaises, et intégrer le bataillon D du 1er régiment de marche du 1er étranger, sous les ordres du chef de bataillon Léon Muller.
Le 9 mai 1915, les légionnaires se lancent à l'assaut des Ouvrages Blancs, avec l'objectif la cote 140 (crête de Vimy). L'objectif sera atteint, mais au prix de très lourdes pertes humaines. Par un cruel manque de soutien arrière, les positions gagnées seront reprises par les Allemands lors de la contre attaque de la nuit suivante. Près des trois-quarts du contingent sont tombés à l'ennemi, tués ou disparus au combat.
La réplique française du 16 juin 1915 à Souchez anéantira ce qui restait du contingent et rares sont les survivants à cette bataille.

## Dissolution
À compter du 11 novembre 1915, les Légionnaires du 2e Étranger sont versés au Régiment de marche de la Légion étrangère.
Les relations avec la Russie ayant radicalement évolué en 1916 et 1917, c'est par un arrêté présidentiel du 4 juin 1917, qu'une armée polonaise (celle du Général Haller), a été officiellement créée en France, quelques mois avant la naissance des Forces armées polonaises. Quelques « Bayonnais » se retrouveront dans cette dernière armée, sur le front russe, entre 1919 et 1921.
La grande partie des soldats formés à Bayonne et Morts pour la France reposent dans les ossuaires, ou plus rarement dans leur tombe individuelle des nécropoles nationales de Notre-Dame-de-Lorette ou de la Targette.

## Décorations

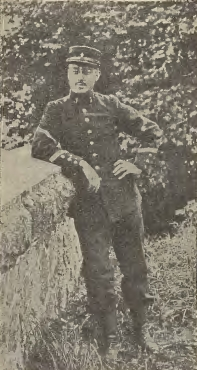
Jan Rotwand, promu au grade de sous-lieutenant après la bataille du 9 mai, est tué à l'ennemi lors de l'offensive du 16 mai 1915.

Au terme du conflit, le drapeau de la légion des Bayonnais sera conduit en Pologne. Il est aujourd'hui exposé au musée militaire de Varsovie. Le régiment des Bayonnais a été décoré entre autres de la Croix de Guerre avec Palme (France) et de la Virtuti Militari (Pologne).
Faits d'armes faisant honneur au régiment pour les faits du 9 mai 1915 en Artois
- Citation décernée au 2e régiment de marche du 1er étranger le 8 septembre (Ordre no 102 de la 10e armée):

« Chargé, le 9 mai, sous les ordres du lieutenant-colonel Cot, d'enlever à la baïonnette une position allemande très fortement retranchée (Ouvrages blancs), s'est élancé à l'attaque, officers en tête, avec un entrain superbe, gagnant d'un seul bond plusieurs kilometres de terrain, malgré une très vive résistance de l'ennemi et le feu violent de ses mitrailleuses. »
- Citation à l'ordre de l'armée décernée à la 2e compagnie du 2e régiment de marche du 1er étranger le 21 juin 1918[10]:

« La 2e compagnie du 2e régiment de marche du 1er étranger : Unité de premier ordre dont le dévouement et l'esprit de sacrifice se sont particulièrement affirmés le 9 mai 1915 où, placée en tête de la colonne d'attaque des ouvrages blancs, elle s'est brillamment emparée des positions ennemies opiniâtrement défendues. Ne s'est arrêtée qu'après avoir atteint ses objectifs, malgré des pertes très lourdes. »
- De nombreuses distinctions sont délivrées (dont beaucoup à titre posthume):
  - Chevalier de la légion d'honneur (F) dont Mieczysław Rodzyński (pl)[11], Jan Rotwand et le médecin Léon Hufnagel...
  - Croix de guerre (F) dont Jakub Błasczyński, Czesław Filipowicz, Adam Lumbee...
  - Médaille militaire (F) dont Władisław Wyrożębski, Edmund Wiweger et Karol Weinberg...
  - Virtuti Militari (P) dont Jerzy Szurig (pl), Włodzimierz Szaniawski, Jerzy Osecki...
  - Croix de l'Indépendance (P) dont Natan Chwat, Stefan Terlikowski ou les frères Józef et Sylwester Rejer...
  - Croix de la Vaillance (P) dont Max Doumic, Marian Himner, Jan Sobański, Daniel Bulkiewicz...

## Monuments et souvenirs

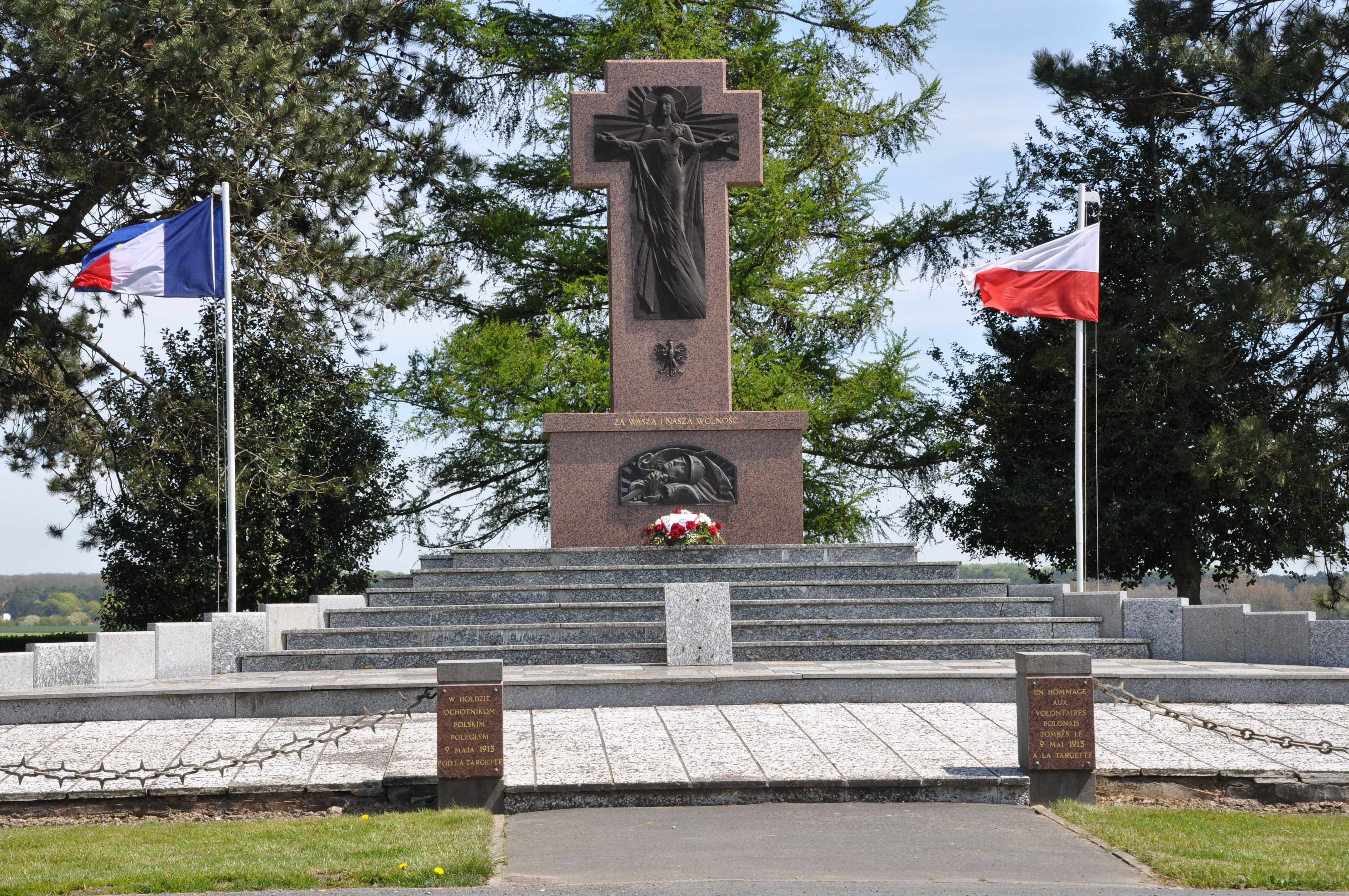
Mémorial aux Volontaires Polonais à Neuville-Saint-Vaast.

Un mémorial est érigé à Neuville-Saint-Vaast, (œuvre de Maxime Real del Sarte) en 1929 sur l'ancienne ligne de front, dédié aux Polonais tombés ce 9 mai 1915, sur lequel est gravé en polonais : Za wolność naszą i waszą (pl) (Pour notre liberté et la vôtre).
Le monument aux morts de la division marocaine inauguré en 1925 sur la hauteur même de la côte 140, marque l'avancée maximale des 7e régiment de tirailleurs algériens et 1er régiment étranger.
En juin 1935, les Pères paulins du sanctuaire polonais de Częstochowa offrent à la basilique de Notre-Dame-de-Lorette une réplique de l'icône de la Vierge noire de Jasna Góra. Elle figure depuis cette date dans le transept droit de la basilique de la Nécropole nationale de Notre-Dame-de-Lorette et se présente sous la forme d'un triptyque où se côtoient l'aigle polonais et le coq français évoquant le souvenir de la fraternité franco-polonaise durant la première guerre mondiale.
La date du 9 mai 1915 est gravée sur le monument de la Tombe du Soldat inconnu (Varsovie).
Une dédicace mentionne leur souvenir sur le monument aux morts du parc Paulmy de Bayonne : Aux volontaires polonais instruits à Bayonne en 1914, qui ont lutté pour le salut de la France et la liberté de leur patrie, les Français reconnaissants.
En Pologne, le 43e Régiment de Chasseurs des Confins (43 Pułk Strzelców Legionu Bajończyków (pl)) porte le souvenir des premiers volontaires de 1914.
En 2014, l'Anneau de la Mémoire - Mémorial international de Notre-Dame de Lorette reprend la liste connue des soldats tombés dans la région durant la première guerre mondiale, avec les dérives de transcription de l'époque: Tadeusz Golcz et Mikołaj Nieberny sont inscrits DE GOLEZ Thadée et NEBERNY Nicolas.

## Célébrations du quarantenaire
À l'initiative de plusieurs comités de gymnastique Sokol (Barlin, Billy-Montigny, Dechy, Lens et Paris), une délégation se rend le 31 octobre 1954 à Paris dans le but d'honorer les volontaires de 1914 :
- Défilé en procession depuis l'Avenue Marceau à la Place de l'étoile.
- Recueillement sur la Tombe du Soldat inconnu.
- Messe à l'église polonaise.
- Réception officielle de la délégation par les autorités militaires et civiles à la mairie du 4e arrondissement de Paris.

## Célébrations du centenaire

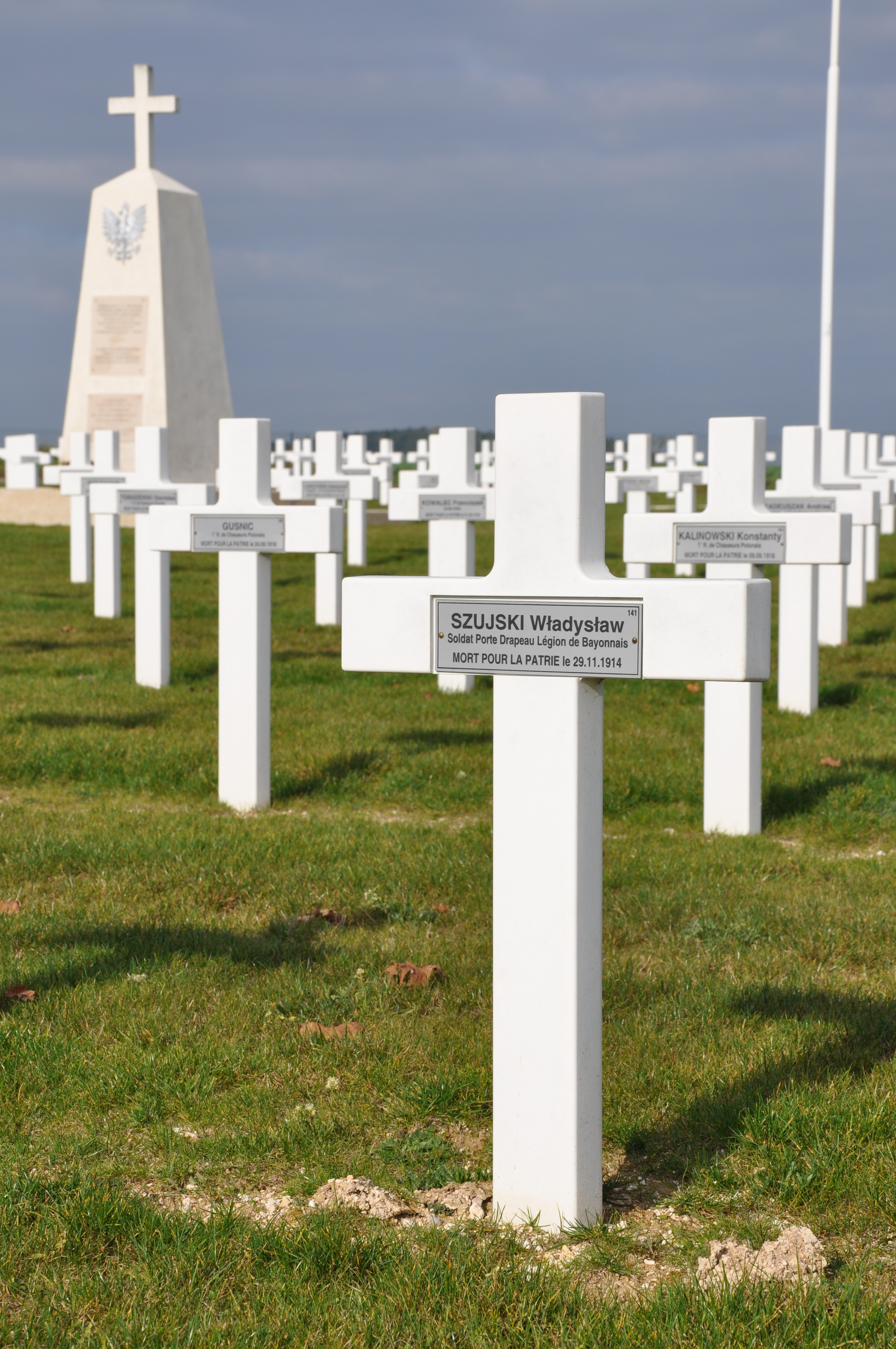
Sépulture de W Szujski, à Aubérive.

- Préparées dès mars 2013, les cérémonies ont lieu le 9 mai 2015, à la Basilique de Notre-Dame-de-Lorette[14].
  - Rétrospective de l'engagement des volontaires polonais (par Gabriel Garçon)
  - Dépôt de gerbe sur les sites de La Targette et de Lorette par les autorités officielles
  - Fleurissement des sépultures individuelles (en France et en Pologne)
  - Messe à la basilique
  - Interprétation par les chorales de chants patriotiques (dont le point d'orgue fut Rota car chanté au petit matin du 9 mai 1915).